# 开普纽蛛
开普纽蛛（学名：Telamonia caprina）为跳蛛科纽蛛属的动物。分布于越南以及中国大陆的云南、湖南、广东、广西等地，一般生活于洞穴。该物种的模式产地在越南。